# (28242) Mingantu
(28242) Mingantu est un astéroïde de la ceinture principale.
Il fut nommé en l'honneur de l'astronome et mathématicien mongol Minggatu.

## Description
(28242) Mingantu est un astéroïde de la ceinture principale. Il fut découvert le 6 janvier 1999 à la station de Xinglong par le programme Beijing Schmidt CCD Asteroid Program. Il présente une orbite caractérisée par un demi-grand axe de 2,44 UA, une excentricité de 0,12 et une inclinaison de 3,9° par rapport à l'écliptique.